# Fantasino
Fantasino var ett underhållningsprogram i SR P3, som sändes under perioden 1 april-19 juli 1980.  med Kjell Alinge som programledare, och undertiteln var "Radiobiografen med musik i flera färger". Programmet spelade lugnare låtar. .

### Fotnoter
1. ↑  ”Svensk mediedatabas”. http://smdb.kb.se/catalog/search?q=Fantasino+typ%3Aradio&sort=OLDEST. Läst 18 april 2011.
2. ↑  ”Retrogalaxen”. http://www.retrogalaxen.se/fantasin.htm. Läst 18 april 2011.